# Isla de Ferreira
Isla de Ferreira (en portugués: Ilha do Ferreira) es el nombre de una isla continental que se encuentra situada en el Océano Atlántico, en la costa sur del país sudamericano de Brasil, en la Bahía de Babitonga (Baía da Babitonga). Forma parte del Archipiélago das Graças.
La isla se encuentra deshabitada. Administrativamente forma parte del sureño estado de Santa Catarina y se halla al frente de la ciudad de San Francisco del Sur.